# Ilusión de transparencia
La ilusión de transparencia es un sesgo cognitivo en el cual las personas tienden a sobreestimar el grado en que los demás conocen su estado mental personal. Otra manifestación de la ilusión de transparencia, a veces llamada ilusión de transparencia del observador, es la tendencia de las personas a sobreestimar qué tan bien comprenden los estados mentales personales de los demás.

## Evidencia
Se han realizado varios estudios sobre la presencia de este sesgo en algunas personas. Generalmente, se expone a los individuos a un estímulo frente a un observador y se les solicita que oculten la emoción que les provoca para ser analizada posteriormente.Algunos de estos estudios evidencian que las personas piensan que muchos de sus sentimientos son más evidentes para los demás. También las personas que tienden a decir mentiras sobrevaloran la capacidad de otros para detectar estos engaños.
Algunos estudios sugieren que este sesgo influye en los oradores públicos. El orador puede sentir que sus emociones son evidentes para su audiencia, sin embargo, al consultar a la audiencia las emociones del orador no parecieron ser tan claras.

## Explicación
Algunos autores atribuyen este sesgo a que las personas tienden a anclarse en sus propias emociones cuando intentan adoptar el punto de vista de otro individuo, pensando que estas son muy obvias y sobreestimando la capacidad de los demás de comprender su estado emocional.
La presencia de este sesgo también puede estar relacionado con las expresiones faciales y la creencia de que esta son fácilmente comprensibles. Aunque algunas de las emociones se pueden reconocer por las expresiones en el rostro, estas no son siempre evidentes o interpretadas de forma adecuada. Un determinado gesto, como una sonrisa, no implica necesariamente que se corresponda con un estado de ánimo, puede ser usado solo como un gesto social o tener un significado contrario.
Su aparición es frecuente cuando la persona se encuentra sometida a la exposición de otros individuos y puede estar en parte influenciada por efecto espectador y otros sesgos cognitivos.
En el caso de oradores, la ansiedad generada por hablar en público puedo ocasionar estrés y esta persona influenciada por la ilusión de transparencia pensará que sus emociones son evidentes. Esta percepción provoca que se trate de compensar generando más estrés y un ciclo de retroalimentación.

## Implicaciones
La presencia de este sesgo influye en la forma de interactuar con otros individuos. Las personas que creen que sus emociones son conocidas por los que lo rodean tenderán a sentirse ansiosos, estresados y presentar problemas para comunicarse.Asimismo, la ilusión de transparencia influye en el aumento de la ansiedad en los oradores, por lo que una autopercepción de este sesgo puede mejorar el desenvolvimiento del hablante.